# X Toolkit Intrinsics
X Toolkit Intrinsics (conocido también como Xt, o como X toolkit) es una biblioteca usada en X Window System. Es una biblioteca que usa el bajo nivel de la biblioteca Xlib y provee una interfaz más amigable para desarrollar software en X11 con widgets gráficos. Puede usarse en lenguajes de programación C o C++.

Xt y bibliotecas relacionadas

El bajo nivel de la biblioteca Xlib provee funciones para hacer interfaces con el servidor gráfico X11, pero no provee funciones para implementar objetos gráficos usados en interfaces gráficas para el usuario (GUI), tales como botones, menús, etc. Estos objetos se llaman widgets. La biblioteca Xt provee soporte para crear y usar tipos de widgets, pero no provee ningún widget específico. Los widgets específicos están implementados por otras bibliotecas que usa Xt, tal como Xaw y Motif
La mayoría de las bibliotecas tales como FLTK, GTK+, y Qt no usan la biblioteca Xt, usando directamente Xlib.